# 쑨옌쯔
쑨옌즈(중국어 간체자: 孙燕姿, 정체자: 孫燕姿, 병음: Sūn Yànzī, 한자음: 손연자, 영어: Stefanie Sun, Sng Ee Tze, 1978년 7월 23일 ~ )는 싱가포르의 가수이다.